# StarHorse
STARHORSE是世嘉開發的賽馬育成街機遊戲。2000年首次登場，同時間最多可讓16名玩家在同一部機組參戰。

## 历史

### STARHORSE
- 1年舉行40場賽事，當中包括了跳欄賽。
- 最初比賽沒有刪剪，引起了機迷的不滿，於是開始在1800米以上的賽事中途會刪展中段內容。
- 只有（獨贏）、（位置）、（連贏）、（位置Q）。沒有排名功能。
- 馬匹出戰時在WBC殺入三甲，其他比賽跑出第二名以外可獲得獎金。

### STARHORSE 2001
- 1年舉行60場賽事，取消跳欄賽，新增3歲馬及中京競馬場賽事。
- 增加投注項目。設有馬報推薦的投注馬匹。
- 設有排名系統。

### STARHORSE 2002
- 馬主部份增加了。GIII・GII・GI・WBC・全部賽事勝出可獲得額外獎賞。

### STARHORSE PROGRESS
- 投注項目增加（比賽中購買一匹馬，如能勝出可獲相應獎金）。
- 投注部份會有雙重機會。除了投注項目可獲雙倍賠率。

### STARHORSE2 NEW GENERATION
請參考STARHORSE2。

### STARHORSE3
請參考StarHorse3。

### STARHORSE4
將於2019年發行。

## 外部連結
- （日語） STARHORSE官方網站（页面存档备份，存于）